# Leeds (Alabama)
Leeds – miasto w Stanach Zjednoczonych, w stanie Alabama, w hrabstwie Jefferson. W roku 2023 miasto zamieszkiwało 12 416 osób, a gęstość zaludnienia wynosiła 213 osób/km².